# Daniel Gowland
Daniel Gowland (Londres, Reino Unido, 8 de febrero de 1798 – Buenos Aires, Argentina, 8 de marzo de 1883) fue un comerciante y banquero británico, que se desempeñó como miembro de la junta directiva del Ferrocarril Gran Oeste Argentino y director del Banco de las Provincias Unidas de Río de la Plata. Tuvo una activa participación en el comercio de Buenos Aires, y hacia 1856 introdujo desde Inglaterra La Porteña, la primera locomotora de vapor de la Argentina.

## Biografía
Daniel James Gowland Phillips nació en Camberwell, Londres, hijo de Thomas Gowland y Sarah Philips, perteneciente a una familia de clase alta. Había llegado al puerto de Buenos Aires con sus padres y hermanos en 1812. En 1826, Gowland contrajo matrimonio en la Catedral Anglicana de San Juan Bautista de Buenos Aires con María del Rosario Rubio de Velasco, hija de José Rubio de Velasco, nacido en Cádiz, y Juana María Ribero Kelly, una dama criolla, perteneciente a una familia de raíces irlandesas.
Establecido en Buenos Aires, fundó la empresa familiar Gowland & Co., siendo esta una gran empresa exportadora e importadora, integrada también por su hermano Tomás Gowland Phillips. Estuvo estrechamente asociado con las primeras construcciones ferroviarias en Argentina, siendo vicepresidente del Ferrocarril Gran Oeste Argentino. Fue nombrado presidente de la Comisión de Comerciantes Británicos en Buenos Aires en 1853, y también se desempeñó como agente comercial del gobierno de la Confederación Argentina en Buenos Aires.
También tuvo una participación activa en las instituciones bancarias de Argentina, desempeñándose como director ejecutivo del Banco de las Provincias Unidas de Río de la Plata entre 1833 y 1834.
Su nieta, Sara Gowland Freyer, estuvo casada con Juan Alberto Lacroze Cernadas, pariente de Federico Lacroze, dueño del Ferrocarril Central de Buenos Aires.